# グレイテスト・ヒッツ (エルトン・ジョンのアルバム)
『グレイテスト・ヒッツ』（Greatest Hits）は、1974年に発表されたエルトン・ジョンのベスト・アルバム。

## 解説
人気絶頂期に発売されたベスト・アルバムで、自身最大のセールスを記録している。
収録曲は、米英で異なる。日本では、1995年の再発版より収録曲が増やされた。来日公演や、CMへの楽曲使用がなされるたびに再発売されており、その都度「僕の歌は君の歌〜」、「グッバイ・イエロー・ブリック・ロード〜」などと、フィーチャーされた楽曲のタイトルが頭に付き、帯などの装丁が異なる。

## 収録曲

### LP盤
1. 僕の歌は君の歌 - Your Song
2. ダニエル - Daniel
3. ホンキー・キャット - Honky Cat
4. グッバイ・イエロー・ブリック・ロード - Goodbye Yellow Brick Road
5. 土曜の夜は僕の生きがい - Saturday Night's Alright for Fighting
6. ロケット・マン - Rocket Man (I Think It's Going to Be a Long, Long Time)
7. 風の中の火のように - Candle in the Wind
8. 僕の瞳に小さな太陽 - Don't Let the Sun Go Down on Me
9. 人生の壁 - Border Song
10. クロコダイル・ロック - Crocodile Rock

アメリカ盤は7曲目が「ベニーとジェッツ（やつらの演奏は最高）」と入れ替わっている。CD化された際は「ベニー〜」、「風の中の〜」の順に両方収録された。

### 日本再発盤
1. 僕の歌は君の歌 - Your Song
2. スカイライン・ピジョン - Skyline Pigeon
3. ダニエル - Daniel
4. クロコダイル・ロック - Crocodile Rock
5. グッバイ・イエロー・ブリック・ロード - Goodbye Yellow Brick Road
6. パイロットにつれていって - Take Me to the Pilot
7. ロックン・ロール・マドンナ - Rock & Roll Madonna
8. 風の中の火のように - Candle in the Wind
9. 恋のデュエット - Don't Go Breaking My Heart（with キキ・ディー）
10. ホンキー・キャット - Honky Cat
11. 土曜の夜は僕の生きがい - Saturday Night's Alright for Fighting
12. ロケット・マン - Rocket Man (I Think It's Going to Be a Long, Long Time)
13. ベニーとジェッツ (やつらの演奏は最高) - Bennie and the Jets
14. 僕の瞳に小さな太陽 - Don't Let the Sun Go Down on Me
15. 人生の壁 - Border Song
16. イエス・イッツ・ミー - It's Me That You Need